# هيلج داهل
هيلج داهل هو مؤرخ نرويجي، ولد في 1926، وتوفي في 1989.